# 大相撲平成21年9月場所
大相撲平成21年9月場所（おおずもうへいせい21ねん9がつばしょ）は、2009年9月13日から9月27日まで東京・両国国技館で開催された大相撲本場所。
幕内最高優勝は横綱・朝青龍明徳（14勝1敗・24回目）。

## 番付・星取表
| 東       | 成績      | 結果     | 番付   | 西     | 成績    | 結果   |
| -------- | --------- | -------- | ------ | ------ | ------- | ------ |
| 白鵬     | 14勝1敗   | 優勝同点 | 横綱   | 朝青龍 | 14勝1敗 | 優勝   |
| 琴欧洲   | 9勝6敗    |          | 大関   | 琴光喜 | 9勝6敗  |        |
| 日馬富士 | 9勝6敗    |          | 大関   | 魁皇   | 8勝7敗  |        |
| 千代大海 | 2勝9敗4休 |          | 大関   |        |         |        |
| 稀勢の里 | 7勝8敗    |          | 関脇   | 琴奨菊 | 6勝9敗  |        |
| 把瑠都   | 12勝3敗   | 敢闘賞   | 小結   | 安美錦 | 7勝8敗  |        |
| 栃ノ心   | 4勝11敗   |          | 前頭1  | 雅山   | 4勝11敗 |        |
| 翔天狼   | 2勝13敗   |          | 前頭2  | 旭天鵬 | 5勝10敗 |        |
| 玉乃島   | 5勝10敗   |          | 前頭3  | 鶴竜   | 11勝4敗 | 技能賞 |
| 豊ノ島   | 7勝8敗    |          | 前頭4  | 時天空 | 8勝7敗  |        |
| 豪栄道   | 10勝5敗   |          | 前頭5  | 豪風   | 9勝6敗  |        |
| 朝赤龍   | 6勝9敗    |          | 前頭6  | 豊真将 | 7勝8敗  |        |
| 阿覧     | 7勝8敗    |          | 前頭7  | 高見盛 | 6勝9敗  |        |
| 岩木山   | 8勝7敗    |          | 前頭8  | 霜鳳   | 4勝11敗 |        |
| 猛虎浪   | 5勝10敗   |          | 前頭9  | 豊響   | 6勝9敗  |        |
| 土佐豊   | 6勝9敗    |          | 前頭10 | 武州山 | 10勝5敗 |        |
| 垣添     | 9勝6敗    |          | 前頭11 | 春日王 | 6勝9敗  |        |
| 栃煌山   | 11勝4敗   |          | 前頭12 | 栃乃洋 | 4勝11敗 |        |
| 玉飛鳥   | 6勝9敗    |          | 前頭13 | 若の里 | 10勝5敗 |        |
| 黒海     | 8勝7敗    |          | 前頭14 | 北勝力 | 11勝4敗 |        |
| 嘉風     | 9勝6敗    |          | 前頭15 | 普天王 | 5勝10敗 |        |
| 将司     | 7勝8敗    |          | 前頭16 |        |         |        |

## 優勝争い
場所序盤は白鵬、朝青龍の両横綱と、琴欧洲と琴光喜の佐渡ヶ嶽部屋の2大関らが全勝を守って優勝争いに並んだ。
しかし5日目に白鵬が初顔の平幕翔天狼に敗れるという波乱があり、その後7日目、中日に琴欧洲、琴光喜もそれぞれ1敗に下がって、中日の時点で朝青龍がただ一人勝ちっ放しで単独トップとなった。
琴欧洲、琴光喜はその後も1敗で白鵬とともに朝青龍を追うも、終盤の上位戦で揃って崩れ優勝争いから脱落。入れ替わるように浮上してきたのが小結の把瑠都で、両横綱には退けられるも、途中休場した千代大海を含む5大関全てを連破するなど快進撃を続けた。13日目の時点で優勝争いは全勝朝青龍、1敗白鵬、2敗把瑠都の3人に絞られたが、把瑠都は翌14日目に鶴竜の外掛けに痛恨の3敗目を喫し、優勝争いから脱落。朝青龍は全勝、白鵬は1敗をそれぞれ守り、いよいよ千秋楽の横綱決戦に優勝が懸かることとなった。
千秋楽結びの一番、白鵬は立合い一気の出足で朝青龍を圧倒し、寄り切って優勝決定戦に持ち込む。同年5月場所以来の69度目の決定戦で、横綱同士の決定戦は同年1月場所の白鵬－朝青龍以来14例目。
決定戦、今度は朝青龍が立合いで先手を取り、下手投げからの掬い投げで白鵬を下して4場所ぶり24回目の優勝を決めた。優勝24回は横綱北の湖と並んで歴代3位タイ。白鵬は1月場所、5月場所に続いて通算4回目の決定戦敗北となり、決定戦で年間3敗するのは決定戦制度導入以降初のこととなる。

## 各段優勝・三賞
- 幕内最高優勝　朝青龍　14勝1敗（24回目）
  - 殊勲賞：該当者なし
  - 敢闘賞：把瑠都（4回目）
  - 技能賞：鶴竜（4回目）
- 十両優勝　玉鷲　11勝4敗
- 幕下優勝　臥牙丸　7戦全勝
- 三段目優勝　青木　7戦全勝
- 序二段優勝　大木下　7戦全勝
- 序ノ口優勝　碧山　7戦全勝

## トピック
- 横綱・朝青龍が白鵬との優勝決定戦を制し、第55代横綱・北の湖と並ぶ24回目の優勝を達成。歴代3位タイの記録となった。